# Pfälzer Bauernseufzer

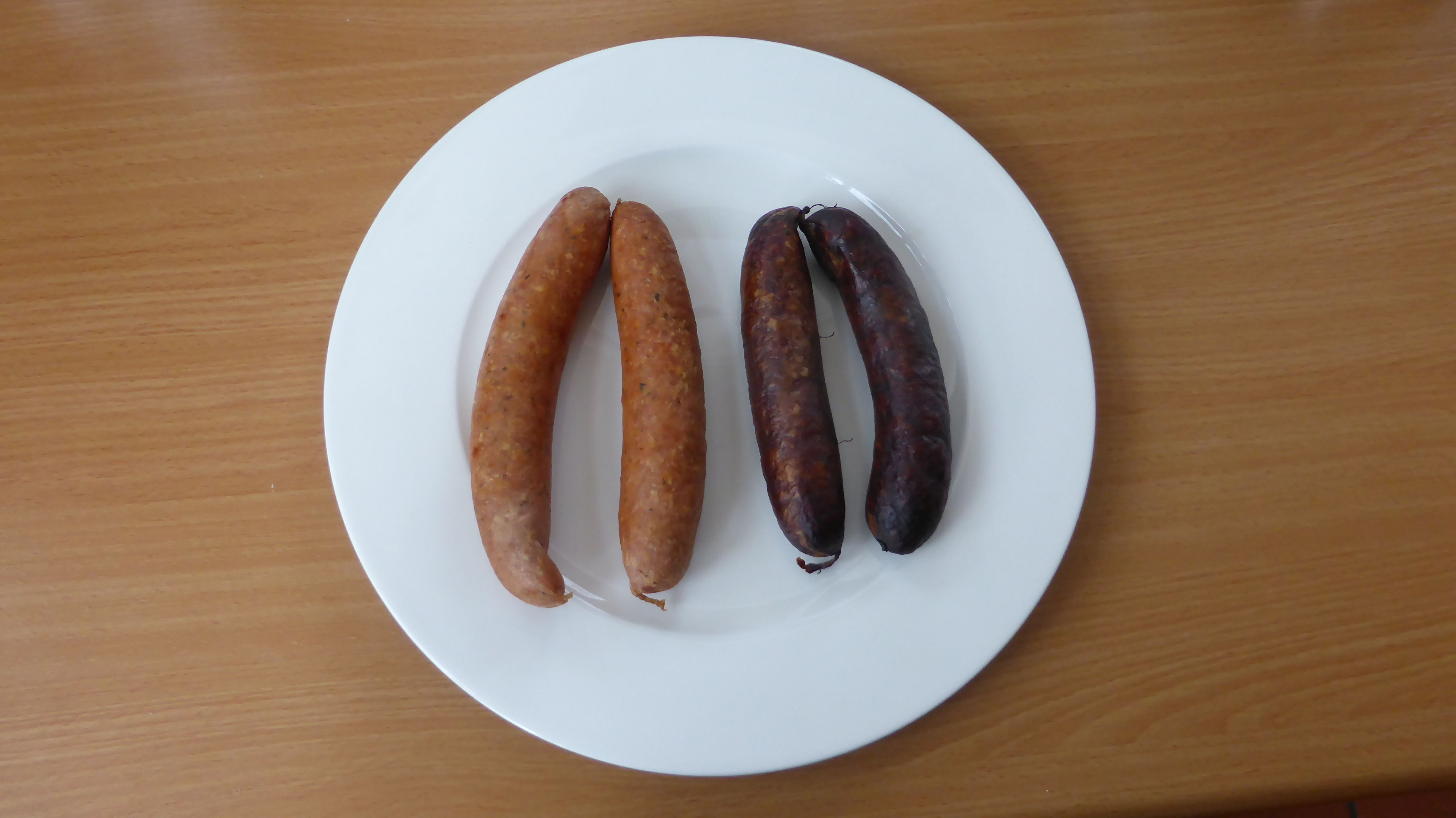
Pfälzer Bauernseufzer gekocht und geräuchert

Pfälzer Bauernseufzer sind eine Brühwurstsorte aus der Oberpfalz. Die Form ist unterschiedlich, entweder kugelförmig oder länglich-zylindrisch.
Für die Herstellung wolft man Schweinefleisch und Speck grob und würzt es mit Nitritpökelsalz, Pfeffer, Majoran und ggf. Glutamat. Anschließend vermengt man es im Kutter mit Rinderbrät und ggf. Farbstabilisator. Diese Masse füllt man in Mitteldärme mit einem Durchmesser von ca. 55–60 mm und formt kugelförmige Würstchen. Diese werden anschließend in Wasser oder Dampf gegart.